# اوالد تسبولا

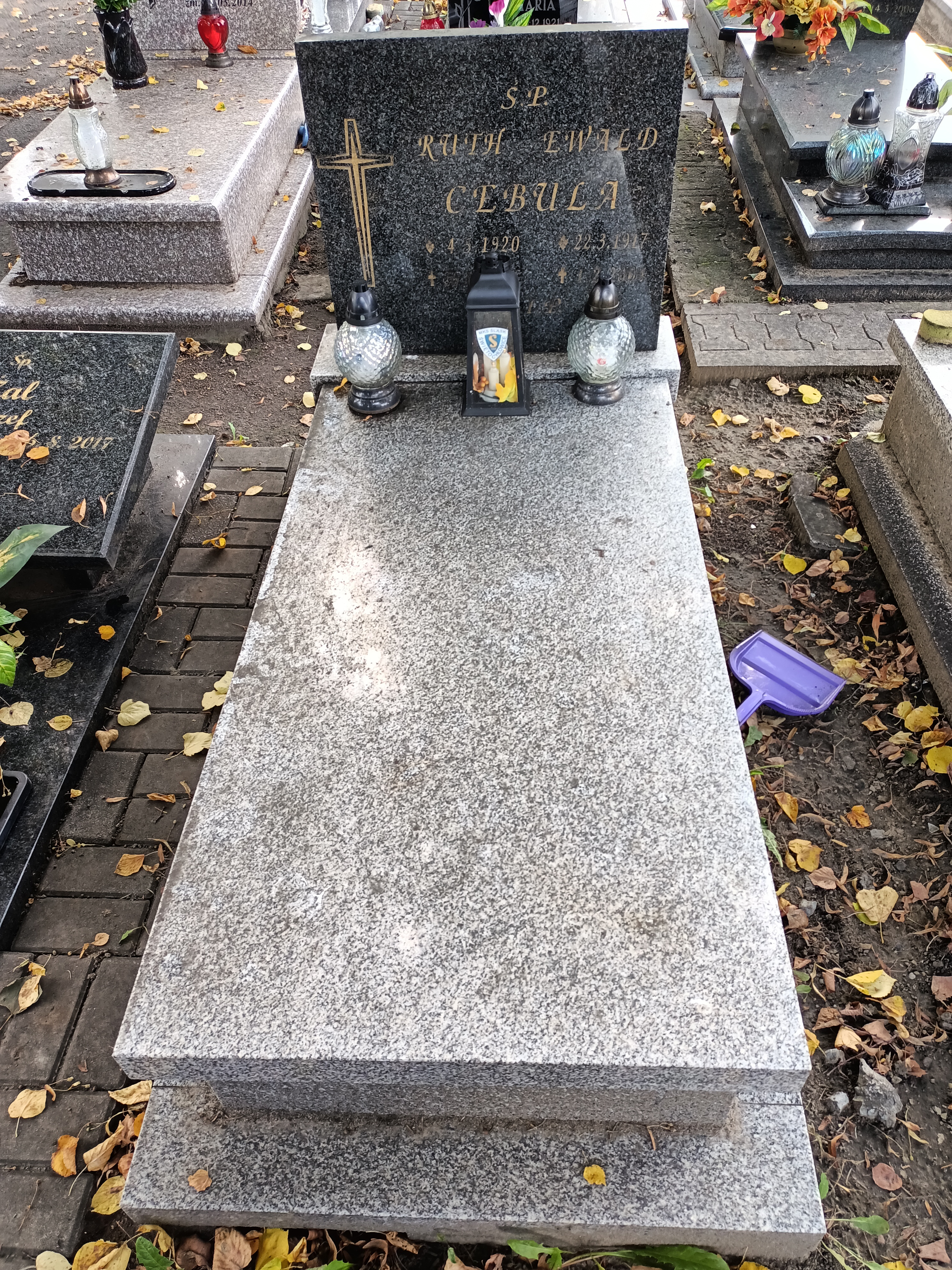
نمایی از سنگ‌مزار اوالد تسبولا - ۲۰۲۲

اوالد تسبولا (انگلیسی: Ewald Cebula; ۲۲ مارس ۱۹۱۷ – ۱ فوریهٔ ۲۰۰۴) بازیکن و مربی فوتبال اهل لهستان بود.
از باشگاه‌هایی که در آن بازی کرده‌است می‌توان به باشگاه فوتبال روخ خوژوف اشاره کرد.
وی همچنین در تیم ملی فوتبال لهستان بازی کرده‌است.